# Cause réelle et sérieuse
La cause réelle et sérieuse est un mode de licenciement en droit du travail. 

## Droit français
Le licenciement pour cause réelle et sérieuse est un mode de licenciement en droit du travail français, qui nécessite une cause existante, exacte, objective et d'une certaine gravité, rendant nécessaire le licenciement.

## Droit québécois
Bien que le droit québécois n'utilise pas le terme « cause réelle et sérieuse », il existe une notion juridique analogue dite cause juste et suffisante afin de déterminer si une mesure à l'encontre d'un salarié ou d'un groupe de salariés syndiqués (par ex. un congédiement ou une suspension) a été prise pour des raisons appropriées. Cela implique une « faute grave, par exemple l'insubordination, l'incompétence ou un manquement grave du salarié à son obligation de loyauté ».